# Tramway de Konya
Le tramway de Konya est le réseau de tramways de la ville de Konya, en Turquie. Ouvert en 1992, il compte actuellement deux lignes. Les rames circulant sur le réseau proviennent de l'ancien réseau de tramway de Cologne.

## Réseau actuel

### Aperçu général
Le réseau compte deux lignes :
- 1 : Alaaddin - S. Üniverversitesi Fakülteler (ouverte en 1992)
- 2 : Alaaddin - Mühendislik Mimarlik Fakültesi (ouverte le 29 septembre 2015)

### Matériel roulant
A l'ouverture de la ligne, celle-ci fut exploitée à l'aide de tramways Düwag ayant circulé à Cologne (Allemagne).
En 2013, une commande de 60 tramways est passé à Skoda pour un montant de 104 millions d'euros. Les rames 28T seront à plancher bas intégral. La commande sera complétée par 12 rames 28T2 équipées de batteries afin de pouvoir circuler sans captation aérienne sur une section de la ligne 2. Les rames 28T portent les numéros 4201 à 4260 et sont de couleurs grise et verte. Les rames 28T2 portent les numéros 4261 à 4272 et sont de couleurs grise et bleue. L'indicatif "42" fait référence au code administratif de la ville de Konya.
En 2015, les Düwag sont remplacées par les Skoda. Vingt de ces motrices Düwag sont exportées vers Bosnie Herzégovine pour entamer une troisième carrière sur le réseau de Sarajevo.